# Quinurenina 3-monooxigenasa
En enzimologia, quinurenina 3-monooxigenasa (EC 1.14.13.9) és un enzim que catalitza la reacció química següent:
L-quinurenina + NADPH + H+ + O₂ {\displaystyle \rightleftharpoons } 3-hidroxi-L-quinurenina + NADP+ + H₂O
Els quatre substrats d'aquest enzim són la L-quinurenina, el NADPH, l'H+ i l'O₂, mentre que els seus tres productes són el 3-hidroxi-L-quinurenina, NADP+ i l'H₂O.
Aquest enzim pertany a la família de les oxidoreductases, específicament a aquelles que actuen amb dos donadors, amb l'O₂ com a oxidant i incorporador o reductor d'oxigen. L'oxigen incorporat ha de ser derivat del O₂ amb NADH o NADPH com un donador, i la incorporació d'un àtom d'oxigen en un altre donador. El nom estandarditzat d'aquesta classe d'enzim és L-quinurenina, NADPH: oxigen oxidoreductasa (3-hidroxilant). També s'usen diversos noms comuns com quinurenina 3-hidroxilasa, quinureninahidroxilasa i L-quinurenina-3-hidroxilasa. Aquest enzim actua en el metabolisme triptòfan. Empra un cofactor FAD.